# إدغار ويكس
إدغار ويكس هو قاضي ومحامي وسياسي أمريكي، ولد في 3 أغسطس 1839 في ماونت كليمنس في الولايات المتحدة، وتوفي بنفس المكان في 17 ديسمبر 1904. نشط حزبياً في الحزب الجمهوري. وقد انتخب عضو مجلس النواب الأمريكي ‏.